# واين غريدي (مؤلف)
واين غريدي (بالإنجليزية: Wayne Grady)‏ (1948، وندسور في كندا)؛ مترجم وروائي كندي.